# Верхняя Кусо-Какся
Верхняя Кусо-Какся — деревня в Кизнерском районе Удмуртской республики.

## География
Находится в юго-западной части Удмуртии на расстоянии приблизительно 31 км на север по прямой от районного центра поселка Кизнер.

## История
Была известна с 1873 года как починок Кусо-Каксинской (Кусо-Какси) с 23 дворами. 20 дворов в 1893 году, 26 (1905 год), 38 (1926). До 2021 года входила в состав Старокопкинского сельского поселения.

## Население
Постоянных жителей было: 178 (1873 год), 121 (1893, удмурты), 166 (1905), 185 (1926, удмурты 171), 63 в 2002 году (удмурты 81 %), 2 в 2012.